# Blackwater Estuary SPA
Blackwater Estuary SPA este o arie protejată (arie de protecție specială avifaunistică — SPA) din Irlanda întinsă pe o suprafață de 869,8 ha, integral pe uscat.

## Localizare
Centrul sitului Blackwater Estuary SPA este situat la coordonatele 51°58′50″N 7°51′07″W / 51.980562°N 7.851808°V.

## Înființare
Situl Blackwater Estuary SPA a fost declarat arie de protecție specială avifaunistică în noiembrie 1994 pentru a proteja 25 de specii de animale.

## Biodiversitate
Situată în ecoregiunea atlantică, aria protejată nu include niciun habitat protejat.
La baza desemnării sitului se află mai multe specii protejate de  păsări (25): rață lingurar (Anas clypeata), rață pitică (Anas crecca), rață fluierătoare (Anas penelope), rață mare (Anas platyrhynchos), pietruș (Arenaria interpres), Branta bernicla, fugaci de țărm (Calidris alpina), Calidris canutus, prundaș gulerat mare (Charadrius hiaticula), egretă mică (Egretta garzetta), scoicar (Haematopus ostralegus), pescăruș sur (Larus canus), pescăruș negricios (Larus fuscus), pescăruș râzător (Larus ridibundus), sitar de mal nordic (Limosa lapponica), sitar de mâl (Limosa limosa), Mergus serrator, culic mare (Numenius arquata), cormoran mare (Phalacrocorax carbo), ploier auriu (Pluvialis apricaria), ploier argintiu (Pluvialis squatarola), călifar alb (Tadorna tadorna), fluierar cu picioare verzi (Tringa nebularia), fluierarul cu picioare roșii (Tringa totanus), nagâț (Vanellus vanellus).
Pe lângă speciile protejate, pe teritoriul sitului au mai fost identificate 3 specii de păsări.